# Мистер гей Великобритания
Мистер Гей-Великобритания (англ. Mr Gay UK) — британский ежегодный конкурс красоты среди мужчин-геев. Мероприятие начинается с предварительного конкурсного отбора участников в региональных гей-клубах и заканчивается основным финалом, который проходит в одном месте. Конкурс поддерживает и продвигает предприниматель и филантроп Терри Джордж, которому принадлежат все права на проведение мероприятия.

## История
Сначала конкурс носил название «Мистер Агрегат» (Mr Hardware). Название было связано с появлением и широким применением мужчинами-гомосексуалами попперса. Первое мероприятие прошло в 1982 году в клубе «Heaven». Оно было показано на канале BBC, как документальный фильм «Кое-что для дам». В 1984 году название было изменено на «Мистер Гей-Великобритания».
С 2005 года, победитель «Мистер Гей-Великобритания» отправляется представлять Соединённое Королевство на конкурсе «Мистер Гей-Европа». В 2009 и 2010 годах мероприятие не проводилось. После трёхлетнего перерыва в 2011 году борьба за титул «Мистер Гей-Великобритания» возобновилась. 14 кандидатов конкурировли в первичном отборе. 10 декабря в Лидсе прошёл Большой финал, победу в котором одержал 22-летний парикмахер из Кардиффа Сэмюэл Книн.

## Победители
| Год  | Победитель            | Откуда                | Профессия             |                       |
| ---- | --------------------- | --------------------- | --------------------- | --------------------- |
| 1993 | Энтони Морли          | Лидс                  |                       |                       |
| 1994 | Дэвид Джексон         | Манчестер             |                       |                       |
| 1995 | Лэнс Тримбл           | Бирмингем             |                       |                       |
| 1996 | Рой Фейрхаст          | Лидс                  |                       |                       |
| 1997 | Шон Маквей            | Манчестер             |                       |                       |
| 1998 | Бен Харрис            | Лондон                | Младший строитель     |                       |
| 1999 | Марк Ледсхам          | Престон               |                       |                       |
| 2000 | Гарри Френч           | Глазго                | Охранник              |                       |
| 2001 | Карл Остин            | Манчестер             |                       |                       |
| 2002 | Роб Конн              | Бристоль              | IT-менеджер           |                       |
| 2003 | Джэррод Бэчелор       | Ньюпорт, о. Уайт      |                       |                       |
| 2004 | Марк Робертс          | Валсалл               | Штукатур              |                       |
| 2005 | Ричард Карр           | Бирмингем             | Менеджер супермаркета |                       |
| 2006 | Марк Картер           | Хаддерсфилд           | Полицейский           |                       |
| 2007 | Дэниэл Бротон         | Блэкпул               | Арт-менеджер          |                       |
| 2008 | Джеми Ог              | Моссли                | Фармацевт             |                       |
| 2009 | Конкурс не проводился | Конкурс не проводился | Конкурс не проводился | Конкурс не проводился |
| 2010 | Конкурс не проводился | Конкурс не проводился | Конкурс не проводился | Конкурс не проводился |
| 2011 | Сэмюэл Книн           | Кардифф               | Парикмахер            |                       |